# One (Neal Morse)
One è il quarto album in studio del cantautore statunitense Neal Morse, pubblicato il 2 novembre 2004 dalla Radiant Records.

## Tracce
Testi e musiche di Neal Morse, eccetto dove indicato.
1. The Creation – 18:22 (testo: Neal Morse, Randy George – musica: Neal Morse, Mike Portnoy, Randy George)
2. The Man's Gone – 2:50
3. Author of Confusion – 9:30 (testo: Neal Morse, Randy George)
4. The Separated Man – 17:58
5. Cradle to the Grave – 4:55 (testo: Neal Morse, Randy George)
6. Help Me/The Spirit and the Flesh – 11:13 (testo: Neal Morse, Randy George)
7. Father of Forgiveness – 5:46
8. Reunion – 9:11 (testo: Neal Morse, Randy George – musica: Neal Morse, Mike Portnoy, Randy George)

CD bonus nell'edizione speciale
1. Back to the Garden – 4:26
2. Nothing to Believe – 3:29
3. Cradle to the Grave (Neal's Vocal) – 4:55 (testo: Neal Morse, Randy George)
4. King Jesus – 4:48
5. What Is Life? – 4:28 (George Harrison) – originariamente interpretata da George Harrison
6. Where the Streets Have No Name – 5:48 (Adam Clayton, David Evans, Larry Mullen, Paul Hewson) – originariamente interpretata dagli U2
7. Day After Day – 3:25 (Tom Evans, Mike Gibbins, Pete Ham, Joey Molland, Bill Collins) – originariamente interpretata dai Badfinger
8. Chris Carmichael's Aria – 1:07
9. I'm Free | Sparks – 6:36 (Pete Townsend) – originariamente interpretata dai The Who

## Formazione
Musicisti
- Neal Morse – voce, tastiera, chitarra, arrangiamenti
- Gene Miller, Rick Altizer – voci aggiuntive
- Randy George – basso, arrangiamenti
- Mike Portnoy – batteria, arrangiamenti
- Glenn Caruba – percussioni
- Aaron Marshall, Missy Hale – cori
- Rachel Ridgon – violino
- Chris Carmichael – violino, viola, cori
- Hannah Vanderpool – violoncello
- Dave Jacques – contrabbasso
- Neil Rosengarden – tromba
- Bill Huber – trombone
- Michael Thurman – corno francese
- Jim Hoke – sassofono
- Phil Keaggy – assolo di chitarra (traccia 1), assolo di chitarra acustica (traccia 4-III), seconda voce solista (traccia 5)

Produzione
- Neal Morse – produzione
- Jerry Guidroz – ingegneria
- Rich Mouser – missaggio
- Ken Love – mastering